# Michael Hutter (Fußballspieler)
Michael Hutter (* 11. April 2003) ist ein österreichischer Fußballspieler.

## Karriere

### Verein
Hutter begann seine Karriere beim SC Lichtenwörth. Im September 2016 wechselte er in die Jugend des FK Austria Wien, bei dem er ab der Saison 2017/18 sämtliche Altersstufen in der Akademie durchlief. In der Winterpause der Saison 2019/20 rückte er in den Kader der zweiten Mannschaft der Wiener, allerdings stand er weder in der Saison 2019/20 noch in der Saison 2020/21 einmal im Spieltagskader.
Im August 2021 debütierte er schließlich in der 2. Liga, als er am fünften Spieltag der Saison 2021/22 gegen den FC Liefering in der 86. Minute für Florian Fischerauer eingewechselt wurde. Insgesamt kam er für die Violets zu 16 Zweitligaeinsätzen, die er alle in der Saison 2021/22 absolvierte. Im Jänner 2023 wechselte Hutter zum Regionalligisten 1. Wiener Neustädter SC. Für Wiener Neustadt kam er zu elf Einsätzen in der Regionalliga, aus der er mit dem Team aber zu Saisonende abstieg.
Zur Saison 2023/24 wechselte Hutter dann zu den viertklassigen Amateuren des TSV Hartberg. Im April 2024 stand er dann erstmals im Bundesligakader der Steirer. Im Juli 2024 erhielt er einen bis 2025 laufenden Profivertrag.

### Nationalmannschaft
Hutter absolvierte im September 2019 zwei Partien für die österreichische U-17-Auswahl.